# Cantó de lo Puget de Tenier
El cantó de Lo Puget Tenier és un cantó francès del departament dels Alps Marítims, situat al districte de Niça. Té 9 municipis i el cap és Lo Puget Tenier.

## Municipis
- Aus Cròs
- Auvara
- La Crotz de Rodola
- La Pena
- Lo Puget Rostanh
- Lo Puget Tenier
- Rigaud
- Sant Antonin
- Sant Leugier

## Història
| Data d'elecció                           | Identitat          | Partit | Qualitat |
| ---------------------------------------- | ------------------ | ------ | -------- |
| 1955-1979                                | Marcel Isnardy     | --     |          |
| 1979-1992                                | Jean-Pierre Astier | PCF    |          |
| 1992-                                    | Robert Velay       | RPR    |          |
| les dades anteriors no són pas conegudes |                    |        |          |
|                                          |                    |        |          |

| 1962 | 1968 | 1975 | 1982 | 1990 | 1999  | 2007  |
| ---- | ---- | ---- | ---- | ---- | ----- | ----- |
| -    | -    | -    | -    | -    | 2.386 | 2.888 |